# Phytosciara arisaemae
Phytosciara arisaemae är en tvåvingeart som beskrevs av Mitsuhiro Sasakawa 1994. Phytosciara arisaemae ingår i släktet Phytosciara och familjen sorgmyggor. Inga underarter finns listade i Catalogue of Life.